# Mohieddine Habita
Mohieddine Habita, né le 28 septembre 1953 à Tunis, est un footballeur tunisien qui occupait le poste d'attaquant dans les années 1970.
Avec seize buts marqués, il est l'un des meilleurs buteurs de l'histoire de la sélection tunisienne. Il est d'ailleurs le premier Tunisien à inscrire un triplé avec l'équipe nationale dans une compétition officielle.

## Biographie
Il signe sa première licence au Club olympique des transports (COT) en 1966 et bénéficie de l'encadrement de Rachid Turki, Moncef Gobrane et Mustapha Jouili. Longiligne et doté d'une bonne technique, il s'impose dès son jeune âge comme stratège et buteur. À seize ans, il mène l'équipe nationale cadette à la victoire au tournoi de Rocheville, ce qui amène l'entraîneur Hmid Dhib à le coopter en senior au COT. À 19 ans, il est sélectionné en équipe nationale et dispute son premier match international contre l'Algérie le 16 novembre 1972. Un mois après, il marque un but contre l'Égypte en qualification de la coupe du monde sous le regard de Jacques Ferran, envoyé spécial de France Football qui ne tarit pas d'éloges sur lui, affirmant que la Tunisie tient en lui « un véritable joyau » appelé à une carrière internationale prometteuse.
Quelques mois après, il montre son talent au cours de la coupe de Palestine des nations disputée à Tripoli. Il marque un triplé historique contre la Syrie (4-1) le 13 août 1973, puis le but de la victoire contre l'Égypte (1-0) deux jours après et enfin contre l'Irak et la Palestine. Le public tripolitain et les émigrés tunisiens le désignent sous le pseudonyme de « Pelé arabe ». Il sera d'ailleurs plébiscité comme meilleur joueur du tournoi.
Les entraîneurs nationaux Ameur Hizem puis André Nagy construisent alors le jeu autour de lui et les résultats sont probants : il compte à 22 ans 29 sélections et 14 buts. Mais lorsque Abdelmajid Chetali devient entraîneur national, les choses changent brusquement : le courant ne passe pas entre les deux hommes et Chetali n'apprécie pas son style, lui préférant Tarak Dhiab. Habita est même sanctionné pour une longue période : il ne dispute que cinq rencontres internationales. Il marque deux buts mais, à partir du 30 novembre 1975, il n'est plus rappelé en équipe nationale.
Désabusé, il émigre aux Émirats arabes unis où il est vite adopté par l'Al-Aïn Football Club. Il remporte un premier titre de champion en 1976-1977, sous la direction de l'entraîneur émirati Ahmed Aliane, puis le hasard le réunit de nouveau avec Abdelmajid Chetali qui entraîne le club en 1980-1981. Les deux hommes mènent le club vers un nouveau titre. 
Puis Hmid Dhib, qui connaît mieux que quiconque son talent, le rappelle en équipe nationale en 1980. Il dispute trois rencontres mais est plutôt ressenti comme un intrus. Après une période faste aux Émirats arabes unis où il devient le second buteur de l'histoire du Al-Aïn FC, il revient terminer sa carrière au COT et aide ce dernier à retrouver l'élite.
Il tente une carrière d'entraîneur (Club sportif de Hammam Lif espoirs, ASI, Sporting Club de Ben Arous, Étoile sportive de Radès, etc.) mais sans grand succès. Actuellement, il est président du COT.

## Carrière
- Joueur au Club olympique des transports : juniors (1966-1970) puis seniors (1970-1976, 1979-1980 et 1984-1987)
- Joueur au Al-Aïn Football Club (Émirats arabes unis) : 1976-1979, 1980-1984 (deux titres de champions)
- Joueur international : 38 sélections
  - 1972-1974 (entraîneur Ameur Hizem): 20 sélections
  - 1974-1975 (entraîneur André Nagy) : 9 sélections
  - 1975 (entraîneur Abdelmajid Chetali) : 6 sélections
  - 1980 (entraîneur Hmid Dhib) : 3 sélections

## Buts marqués
- COT : 75 en division nationale, 21 en deuxième division et 16 en coupe de Tunisie
- Al-Aïn Football Club : 71
- Équipe nationale : 16